# Bilder von Hieronymus Bosch
Die Bilder von Hieronymus Bosch entstanden in der Zeit des ausgehenden Mittelalters an der Schwelle zur Neuzeit durch den niederländischen Maler Hieronymus Bosch (* um 1450; † 1516). Die Zuschreibung der Werke zu ihm ist teilweise ungesichert und umstritten. Die Provenienz vieler Bilder ist sehr lückenhaft. Die Gemälde – allesamt auf Holztafeln – wurden vielfach rezipiert, ihre Bildmotive unterschiedlich gedeutet.

## Triptychen
| Bild                                  | Details |
| ------------------------------------- | --- |
| Die Anbetung der heiligen drei Könige | Die Anbetung der Könige Öl auf Holz 138 × 72/144 cm Museo del Prado, Madrid Die Außenseite zeigt das Bild Georgsmess, ausgeführt in Grisaille. Die Innenseite zeigt die Bilder Stifter mit heiligem Petrus, Anbetung der Könige und Stifter mit heiliger Agnes.                 |
| Der Garten der Lüste                  | Der Garten der Lüste 1503–1504 Öl auf Holz 220 × 389 cm, Spanien Die Außenseite zeigt das Bild Die Erschaffung der Welt, ausgeführt in Grisaille. |
| Der Heuwagen                          | Der Heuwagen Öl auf Holz 147 × 232 cm (Version im Escorial) 135 × 190 cm (Version im Prado) El Escorial, Spanien (Version 1) Museo del Prado, Madrid (Version 2) Es existieren zwei Versionen dieses Motives. Auf der Außenseite befindet sich das Gemälde Der Pfad des Lebens. |
| Hermit Saints Triptych                | Eremitenaltar um 1493 oder später Öl auf Holz 86 × 100 cm Dogenpalast, Venedig Die Innenseite zeigt die drei Bilder Der heilige Antonius, Hieronymus und Eligius |
| Das letzte Gericht                    | Weltgerichtstriptychon Öl auf Holz 163.7 × 127 cm (Mittelpanel) 167.7 × 60 cm (linker Flügel) 167 × 60 cm (rechter Flügel) Akademie der bildenden Künste, Wien Die Außenseite zeigt zwei Bilder: Saint James the Greater und Saint Bavo, beide in Grisaille                     |
| Die gekreuzigte Märthyrerin           | Die gekreuzigte Märtyrerin um 1497 oder später Öl auf Holz 104 × 119 cm Dogenpalast, Venedig Die Innenseite zeigt die drei Bilder Der heilige Antonius, Die gekreuzigte Märthyrerin und Soldat.                                                                                 |
| Das letzte Gericht (Brügge)           | Das letzte Gericht um 1500 Öl auf Holz 99,5 × 117,5 cm Groeningemuseum, Brügge Bosch und/oder seiner Werkstatt zugeschrieben. Die Außenseite stellt das Bild Christus mit Dornenkrone dar.                                                                                      |
| Die Versuchung des heiligen Antonius  | Die Versuchung des Heiligen Antonius um 1501 oder später Öl auf Holz 131 × 119/238 cm Museu Nacional de Arte Antiga, Lissabon Die Außenseite zeigt die zwei Bilder: Die Gefangennahme Christi und Die Kreutragung, beide ausgeführt in Grisaille.                               |

## Diptychen und Polyptichen
| Bild | Details |
| --- | --- |
| Der Sturz der rebellierenden Engel (Vorderseite) · The Fall of the Rebel Angels (Rückseite: Menschheit bedrängt durch Teufel) · Noah’s Arche auf dem Berg Ararat (Vorderseite) · Noah’s Arche auf dem Berg Ararat, (Rückseite: Menschheit bedrängt durch Teufel) | Die Sintflut (Diptychon) - Medaillons mit allegorischen Szenen (Außenseite) - Die Welt vor und nach der Sintflut (Innenseite) um 1514 oder später Öl auf Holz 69,5 × 39 cm und 69 × 36 cm (je Flügel) 34,5 cm (Diameter der Gemälde auf der Rückseite) Museum Boijmans Van Beuningen, Rotterdam                                                                                     |
| | Visionen des Jenseits (Polyptychon) - Irdisches Paradise - Der Aufstieg in das himmlische Paradies - Der Sturz der Verdammten in die Hölle - Die Hölle Öl auf Holz 86.5 × 39.5 (each) Dogenpalast, Venedig Auch bekannt als Kardinal Grimanis Altarbild. Eventuell gehörten diese Werke zu einer größeren Gruppe von Altarbildern, von denen vier weitere Gemälde verschollen sind. |

## Einzelne Tafeln und Fragmente verschollener Altarbilder

### Zum Leben Christi
| Bild                                                 | Details |
| ---------------------------------------------------- | --- |
| Anbetung des Kindes                                  | Anbetung des Kindes Öl auf Holz 66 × 43 cm Wallraf-Richartz Museum, Köln Boschs Urheberschaft wird kontrovers diskutiert, eventuell handelt es sich um eine Kopie eines verschollenen Werkes von Bosch. Eine zweite breitere Version des Motivs befindet sich als Leihgabe des Rijksmuseums Amsterdam im Museum der Provinz Nordbrabant in 's-Hertogenbosch. Eine weitere Version befindet sich in den Königlichen Museen der Schönen Künste in Brüssel. |
|                                                      | Die Anbetung der heiligen drei Könige Öl auf Holz 71,1 × 56,5 cm Metropolitan Museum of Art, New York Das Gemälde wurde von Friedländer als 'ein besonders frühes Werk des Meisters beschrieben; später wurde es für eine Kopie aus dem 16. Jahrhundert gehalten; neuerdings glaubt man, dass das Werk in den 1470er-Jahren geschaffen wurde und auf Boschs direkten Zirkel zurückgeht.                                                                  |
| Die Anbetung der heiligen drei Könige (Philadelphia) | Die Anbetung der heiligen drei Könige Öl auf Holz 94 × 74 cm Museum of Art, Philadelphia |
| Kreuzigung mit Stifter                               | Kreuzigung mit Stifter um 1483 oder später Öl auf Holz 70,5 × 59 cm Königliche Museen der Schönen Künste, Brüssel |
| Die Kreuztragung                                     | Die Kreuztragung (Wien) um 1500 oder später Öl auf Holz 57,2 × 32 cm Kunsthistorisches Museum, Wien Auf der Rückseite der Tafel befindet sich das Gemälde Spielendes Kind. |
| Spielendes Kind                                      | Spielendes Kind um 1500 oder später Öl auf Holz 57,2 × 32 cm Kunsthistorisches Museum, Wien Rückseite der Tafel Die Kreuztragung. |
| Die Kreuztragung                                     | Die Kreuztragung (Gent) 1510 - 1535 Öl auf Holz 76,7 × 83,5 cm Königliches Museum der Schönen Künste, Gent Boschs Urheberschaft wird diskutiert. |
| Christus, das Kreuz tragend                          | Die Kreuztragung (Escorial) 1498 oder später Öl auf Holz 150 × 94 cm Palacio Real Hieronymus Bosch oder seiner Werkstatt zugeschrieben. |
| Die Dornenkrönung                                    | Die Dornenkrönung um 1485 oder später Öl auf Holz 73,7 × 58,7 cm National Gallery, London, UK |
| Ecce Homo                                            | Ecce Homo (Frankfurt) um 1476 oder später Öl auf Holz 61 × 75 cm Städel Museum, Frankfurt |

### Heilige
| Bild                                 | Details |
| ------------------------------------ | --- |
| Der heilige Christopherus            | Der heilige Christopherus um 1496 oder später Öl auf Holz 113 × 71,5 cm Museum Boijmans Van Beuningen, Rotterdam                                                          |
| Johannes der Täufer in der Wildnis   | Der heilige Hieronymus um 1482 Öl auf Holz 77 × 59 cm Museum voor Schone Kunsten, Gent                                                                                    |
| Johannes der Täufer                  | Johannes der Täufer um 1489 oder später Öl auf Holz 48,5 × 40 cm Museo Lázaro Galdiano, Madrid Linke Innenseite des Altars der Liebfrauen-Bruderschaft.                   |
| Johannes auf Patmos                  | Johannes auf Patmos um 1489 oder später Öl auf Holz 63 × 43,3 cm Gemäldegalerie, Berlin Auf der Rückseite der Tafel befindet sich das runde Doppelgemälde Passionsszenen. |
| Passionsszenen                       | Passionsszenen um 1489 oder später Öl auf Holz 63 × 43,3 cm Gemäldegalerie, Berlin Rückseite der Tafel Johannes auf Patmos.                                               |
| Die Versuchung des heiligen Antonius | Die Versuchung des heiligen Antonius Öl auf Holz 70 × 51 cm Museo del Prado, Madrid Boschs Urheberschaft wird diskutiert.                                                 |

### Weitere Werke
| Bild                                            | Details |
| ----------------------------------------------- | --- |
| Der Gaukler                                     | Der Gaukler um 1502 Öl auf Holz 53 × 65 cm Musée Municipal, Saint-Germain-en-Laye Das Bild wird Hieronymus Bosch oder seiner Werkstatt zugeschrieben. |
| Head of a Woman                                 | Frauenkopf Öl auf Holz 13 × 5 cm Museum Boijmans Van Beuningen, Rotterdam Fragment mit unsicherer Zuschreibung. |
| Das jüngste Gericht (Fragment)                  | Das jüngste Gericht (Fragment) Öl auf Holz 60 × 114 cm Alte Pinakothek, München Fragment eines verschollenen Triptychons. Boschs Urheberschaft wird diskutiert. |
| Die sieben Todsünden und die vier letzten Dinge | Die Sieben Todsünden und Die vier letzten Dinge Öl auf Holz 120 × 150 cm Museo del Prado, Madrid |
| Das Narrenschiff                                | Das Narrenschiff um 1494 oder später Öl auf Holz 57,9 × 32,6 cm Louvre, Paris Fragment eines verschollenen Triptychons, der auch die Gemälde Allegorie auf Maßlosigkeit und Wollust, (auf dem unteren Teil des Flügels mit dem Narrenschiff) und Der Tod eines Geizhalses (auf dem anderen Außenflügel) enthielt. |
| Der Wanderer                                    | Der Hausierer um 1494 oder später Öl auf Holz 71,5 cm (Durchmesser) Museum Boijmans Van Beuningen, Rotterdam Es handelt sich um die äußere Tafel eines verschollenen Triptychons, der auch die Gemälde Das Narrenschiff, Allegorie der Gier und Der Tod eines Geizhalses enthielt.                                |
| Tod eines Geizhalses                            | Tod eines Geizhalses um 1494 oder später Öl auf Holz 92,6 × 30,8 cm National Gallery of Art, Washington, D.C. Es handelt sich um den äußeren Flügel eines verschollenen Triptychons, der auch die Gemälde Das Narrenschiff (Oberteil),Allegorie der Gier sowie Der Gaukler enthielt.                              |
| Allegorie der Gier                              | Allegorie der Gier um 1494 oder später Öl auf Holz 36 × 31,5 cm Yale University Art Gallery, New Haven Fragment eines verschollenen Triptychons, der auch die Gemälde Das Narrenschiff (Oberteil), Tod eines Geizhalses sowie Der Gaukler enthielt.                                                               |